# Комитет освобождения Южного Тироля
Комитет освобождения Южного Тироля (нем. Befreiungsausschuss Südtirol), сокращённо БАЗ или BAS — военно-политическая организация, образованная в 1950-е годы тирольским общественным деятелем Зеппом Кершбаумером и восемью сподвижниками, которые путём пропаганды и террора пытались добиться выхода Южного Тироля из состава Италии. Изначально их действия не были направлены против людей: тирольцы ограничивались разрушениями каких-либо строений. Так, ими разрушались опоры линий электропередач, что стало известно как «Огненная ночь», а также памятники деятелям Италии времён Муссолини. Однако после того, как от взрыва бомбы в посылке погиб человек, тирольцы стали совершать нападения на людей.
Комитет освобождения появился в знак протеста против насильственной итальянизации Южного Тироля, которая велась ещё в межвоенные годы фашистским правительством. В 1920-е и 1930-е годы итальянские власти запрещали использование немецкого языка и отправляли несогласных в тюрьмы. В годы Второй мировой войны эта политика Италии не смягчилась даже после её формального выхода из войны. В послевоенные годы итальянцы продолжили отправку своих рабочих в Тироль, что и вылилось в образование военизированной группировки, стремившейся силой вернуть Тироль в состав Австрии и изгнать итальянцев со своих земель.
Со временем активистов движения начали отправлять в тюрьмы: движение запятнало себя связями с неонацистами. Итальянские власти сами способствовали эскалации насилия: во многих случаях лица, которые сами нападали на сторонников и членов Комитета, не были осуждены по всей строгости закона, а вот активистов обвиняли в терроризме и антигосударственной деятельности. Свои усилия прикладывали спецслужбы Италии, которые пытались выставить политиков Южного Тироля не в лучшем свете. Движение фактически угасло в 1980-е годы, сменив военные методы разрешения проблемы на политические.

## Причины образования движения
Причины зарождения движения кроются ещё в событиях после Первой мировой войны: в 1918 году Южный Тироль с согласия Антанты был передан Италии, что вызвало недовольство живших там немцев. Сам президент США Вудро Вильсон потом сильно сожалел о принятом решении, поскольку на переговорах итальянцы передали ему фальшивую географическую карту Тироля, на которой не было отмечено никаких немецких топонимов и крупных германоязычных общин. В межвоенные годы итальянское правительство во главе с Бенито Муссолини делало всё, чтобы провести полную итальянизацию Тироля, называя его историческими землями Италии. В 1920-е и 1930-е годы чернорубашечники устраивали погромы в Тироле, выселяя крестьян с земель и массово заселяя города итальянскими колонистами. Немецкий язык запрещался в официальных учреждениях. Третий рейх игнорировал просьбы германоязычных жителей Тироля о помощи, не желая потерять могущественного союзника в лице Италии.
Муссолини вплоть до конца Второй мировой войны не прекращал свою политику итальянизации Тироля. Некоторое послабление совершила германская военная администрация, но и она не считала нужным включить Тироль в состав Рейха: германские солдаты часто занимались мародёрством. Окончание войны не дало никакой надежды тирольцам: договор Де Гаспери — Грубера, заключённый в 1946 году, формально должен был заставить итальянцев признать право тирольских немцев и австрийцев на самоопределение, но итальянцы только стали направлять ещё больше своих рабочих туда. Из послевоенного Южного Тироля началась массовая миграция германоязычных жителей в Австрию, Германию и Швейцарию. 10 тысяч человек (до 5 % населения Тироля) работали за границей в середине 1950-х годов. Осознав бесперспективность договориться с властями Италии мирным путём, тирольцы решили действовать.

## Образование
В 1956 году Зепп Кершбаумер, Карл Титшер и Йозеф Крепац образовали Комитет освобождения Южного Тироля. В комитете были следующие известные личности:
| - Луис Амплатц - Норберт Бургер - Зигфрид Карли - Йозеф Фонтана - Антон Гостнер - Франц Гёфлер - Зепп Иннергофер - Петер Кинесбергер - Генрих Клир | - Георг Клоц - Мартин Кох - Зепп Миттергофер - Вольфганг Пфаундлер - Йорг Пирхер - Зигфрид Штегер - Курт Вельзер - Луис Эггер |

## Действия
Тирольские сепаратисты, связавшись с сочувствовавшими им австрийцами, стали вести свою пропаганду, расклеивая по городам листовки. В 1958 году в их руках оказались запасы взрывчатки: часть удалось раздобыть из Италии, часть попала при помощи третьих лиц из ФРГ. В 1959—1960 годах произошла небольшая борьба между южными и северными тирольцами за власть, в ходе которой руководство движением за освобождение Тироля взяли на себя южане.

### Первый этап (1956–1961)
Первые теракты тирольцы начали совершать в сентябре 1956 года. Вторая серия терактов прокатилась в январе 1957 года. 31 января 1961 в Понте-Гардена произошёл ещё один громкий теракт: была взорвана конная статуя Бенито Муссолини, известная как «алюминиевый дуче». Считается, что взрыв осуществил уроженец Австрии Генрих Клир. За ним последовал взрыв в доме Этторе Толомеи в Монтанье (виновник — Йозеф Фонтана). В ночь с 11 на 12 июня 1961 были взорваны 42 опоры линий электропередач, что иногда называется «Огненной ночью» (продолжение её последовало через месяц, когда в ночь с 12 на 13 июля 1961 взрыв 8 линий электропередач парализовал передвижение поездов.
Итальянская полиция бросила все силы на арест мятежников. Летом 1961 года прокатилась волна облав: Зепп Кершбаумер и ещё 150 его соратников были арестованы. Задержанные обвиняли полицию в побоях, насилии и жестоком обращении, но власти проигнорировали их призывы. Организация несёт потери: в тюрьме умер сначала Франц Гёфлер 22 ноября 1961 — итальянцы заморили его голодом, а когда тот отказался подписывать признание своей вины, переломали пальцы и разорвали уши. Гёфлер скончался от потери крови. В свою очередь, Антона Гостнера избили до такой степени, что тот скончался 7 января 1962, несмотря на помощь врача Йозефа Сулльманна. Итальянцы заявили, что Гостнер якобы сам себя избил и покончил с собой, пытаясь свалить вину на охрану. Перед судом предстали 10 карабинеров, но в 1963 году судом Тренто восемь были оправданы, а ещё двое вообще были амнистированы. После этого итальянское правосудие подверглось жестокой критике.
28 ноября 1961 Генеральная Ассамблея ООН объявила о поддержке Резолюции по Южному Тиролю от октября 1960 года и осудила поступки итальянских властей, но при этом не одобрила и действия Комитета по освобождению. 16 июля 1964 на Миланском процессе итальянские власти осудили 35 членов Комитета на крупные сроки, затем были оправданы 27 человек, ещё 12 вышли по амнистии. Позднее выяснилось, что глава суда присяжных, Густаво Симонетти, пытался таким образом надавить на премьер-министра Альдо Моро. Кершбаумер был осуждён на 15 лет и 11 месяцев и умер в 1964 году в тюрьме. Норберт Бургер, лидер австрийской НДП в 1981 году был заочно осуждён на 20 лет тюрьмы вместе с тремя своими сообщниками.

### Второй этап (1962–1968)
Разгром руководства привёл к тому, что на помощь Комитету освобождения подтянулись неонацисты и пангерманисты. В 1964 году Комитет понёс ещё один удар: в результате нападения агента итальянских спецслужб погиб один из лидеров комитета Луис Амплатц, а Георг Клоц был тяжело ранен. Комитет начал открыто воевать против сил правопорядка: с 1964 по 1967 годы ими были совершены 8 нападений, жертвами которых стали по меньшей мере 15 карабинеров. Многие из них погибли, нарвавшись на мины-ловушки; некоторые были просто расстреляны.
В 1969 году деятельность Комитета постепенно сошла на нет после того, как активистам помогли власти Австрии: они вынудили итальянцев предоставить автономию региону и хотя бы временно покончить с дискриминацией германоязычных. Из-за своих убеждений и своей антигосударственной политики в тюрьму попали руководитель австрийской общины в Италии Алоис Оберхаммер (30 лет тюрьмы), а также преподаватели университета Инсбрука Гельмут Хойбергер и Гюнтер Андергассен. Пожизненно был осуждён заочно и Норберт Бургер за теракт в Чима-Валлоне.

## Итоги
За 32 года с 20 сентября 1956 по 30 октября 1988 в результате конфликта в Южном Тироле был совершён 361 террористический акт. Погиб 21 человек (15 полицейских, 2 гражданских, 4 активиста), 57 пострадали (24 полицейских, 33 гражданских). Однако ответственность за теракты 1980-х лежит на группировке «Один Тироль». Осуждены 157 человек: 103 жителя Южного Тироля, 40 граждан Австрии, 14 граждан Германии.

## После 2000 г.
В 2001 году Тироль был признан как автономная провинция Больцано-Боцен, что позволило тирольцам чувствовать себя свободнее. Впрочем, до сих пор в Италии действуют партии, выступающие за выход Тироля из состава Италии и его последующее воссоединение с Австрией:
- «Свобода Южного Тироля» и «Союз Тироля», выступающие за право предоставления двойного гражданства жителям Больцано-Боцен;
- «Рабочая группа по самоопределению», которая по итогам опроса подтвердила, что 95 % жителей Южного Тироля не ощущают себя итальянцами;
- «Народная партия Южного Тироля» Филиппа Ахаммера, которая делегировала 17 депутатов из 35 в ландтаге и другие немецкие партии провинции.

В Италии до сих пор ведутся споры по поводу осуждённых членов Комитета. В 1964 году под суд попали четверо тирольцев (Зигфрид Штегер, Йозеф Форер, Эрих Оберляйтер и Генрих Оберлехнер), убившие карабинера Витторио Тиралонго, и они были осуждены пожизненно, однако в настоящее время идут споры о пересмотре дела, поскольку всех четверых мог кто-то подставить из спецслужб Италии. В совершении убийства обвиняется генерал карабинеров Джованни Де Лоренцо, искавший повод для облавы на Комитет. До сих пор находится в розыске агент спецслужб Италии Кристиан Керблер, убивший Луиса Амплатца и ранивший Георга Клоца. /источник?/